# Krikor Bedros XV. Agagianian

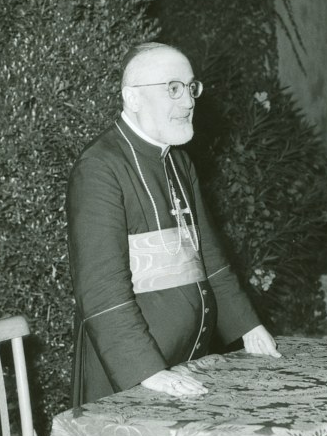
Kardinal Agagianian (1958)

Wappen von Kardinal Agagianian

Grégoire-Pierre XV. Kardinal Agagianian (eigentlich Grigor Petros SchJe Aghadschanjan, armenisch Գրիգոր Պետրոս ԺԵ Աղաջանյան, wiss. Transliteration Grigor Petros ŽE Aġaǰanyan; * 18. September 1895 in Achalziche, heute in Georgien; † 16. Mai 1971 in Rom) war der fünfzehnte Patriarch von Kilikien der armenisch-katholischen Kirche und Kurienkardinal der Römischen Kirche.

## Leben
Agagianians Taufname lautete Gazaros bzw. Lazarus. Seine Studien absolvierte er im Seminar zu Tiflis und an der Päpstlichen Universität Urbaniana De Propaganda Fide zu Rom.
Am 23. Dezember 1917 empfing er die Priesterweihe. In den Jahren 1918 bis 1921 war er als Seelsorger in Tiflis tätig, bevor er 1921 bis 1932 Mitglied und Vize-Rektor des Päpstlichen Armenischen Kollegs in Rom wurde. Ebendort war er zwischen 1932 und 1937 Rektor. Am 5. August 1932 wurde er Geheimer Kammerherr Seiner Heiligkeit Papst Pius’ XI. 1935 war er Apostolischer Visitator des armenisch-katholischen Patriarchalen Instituts in Bzommar bei Beirut (Libanon).
Am 11. Juli 1935 ernannte Papst Pius XI. ihn zum Titularbischof von Comana Armeniae. Die Bischofsweihe erfolgte am 21. Juli durch Erzbischof Sergios Der Abrahamian, den armenischen Weihbischof in Rom; Mitkonsekratoren waren Erzbischof Bartolomeo Cattaneo, Schatzmeister der Apostolischen Kammer, und Erzbischof Pietro Pisani, Delegat der Orientalischen Kirchen in Rom. Sein bischöflicher Wahlspruch lautete Iustitia et Pax („Gerechtigkeit und Frieden“). Am 30. November 1937 wurde Agagianian durch die Heilige Synode der Armenisch-katholischen Kirche zum Armenischen Patriarchen von Kilikien gewählt. Diese Wahl wurde am 13. Dezember durch den Heiligen Stuhl bestätigt.
Am 18. Februar 1946 nahm Papst Pius XII. Agagianian als Kardinalpriester mit der Titelkirche San Bartolomeo all’Isola in das Kardinalskollegium auf. Am 2. Juli 1955 ernannte ihn der Papst zum Präsidenten der Kommission zur Revision des Kodex für die Orientalischen Kirchen (Codex Canonum Ecclesiarum Orientalium). Er wurde am 18. Juni 1958 zum Pro-Präfekten der Kongregation für die Evangelisierung der Völker ernannt, zu deren Präfekten Agagianian am 18. Juli 1960 durch Papst Johannes XXIII. erhoben wurde.
Im Konklave des Jahres 1958 wurde er als papabile gehandelt. Er galt als Kandidat der konservativen Fraktion des Kardinalskollegiums und unterlag, wie es heißt, knapp dem schließlich gewählten Johannes XXIII. Allerdings soll er sich nicht mit letzter Intensität um das Papstamt bemüht haben, auch weil er Zweifel daran hatte, einen Hierarchen eines östlichen Ritus zum Oberhaupt der lateinischen Kirche zu machen.
Agagianian nahm unter anderem als päpstlicher Legat am Marianischen Kongress am 31. Januar 1959 in Saigon und am Kongress zu Ehren des 1500. Todestags des Heiligen Patrick, Schutzpatron von Irland, vom 15. bis 23. Juni 1961 in Dublin teil. Beim Zweiten Vatikanischen Konzil (1962–1965) wirkte er als einer der vier Konzils-Moderatoren und hatte beim Missionsschema einen beachtlichen Anteil. Er trat am 25. August 1962 von seinem Amt als armenisch-katholischer Patriarch von Kilikien zurück und nahm am Konklave 1963 teil. 1967 und 1969 nahm er an den Bischofssynoden im Vatikan teil. Sein Amt als Präfekt der Kongregation für die Evangelisierung der Völker legte er am 19. Oktober 1970 nieder. Papst Paul VI. erhob ihn am 22. Oktober 1970 zum Kardinalbischof von Albano.
Grégoire-Pierre XV. Kardinal Agagianian starb am 16. Mai 1971 in Rom und wurde dort in der Armenischen Kirche San Nicola da Tolentino bestattet. Am 12. September 2024 wurden seine sterblichen Überreste in den Libanon überführt, um in der armenisch-katholischen Kathedrale von Beirut beigesetzt zu werden.
Am 28. Oktober 2022 wurde in Anwesenheit von Raphaël Bedros XXI. Minassian, Patriarch von Kilikien der katholischen Armenier, in der Lateranbasilika durch den Kardinalvikar für die Diözese Rom, Angelo De Donatis, die diözesane Untersuchung zur Seligsprechung von Agagianians eröffnet.

## Ehrungen
- 1963: Großkreuz des Verdienstordens der Italienischen Republik